# Milla (voornaam)
Milla is een meisjesnaam.

## Betekenis
Milla betekent in de Slavische context "geliefd door het volk".

## Bekende Milla's
- Milla Jovovich, actrice